# ARIA Hall of Fame

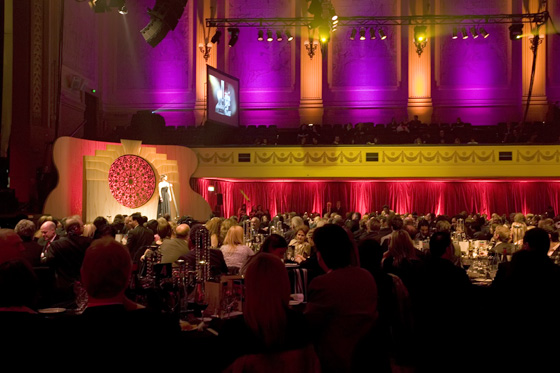
Aufnahmezeremonie (2008)

Die ARIA Hall of Fame ist eine Ruhmeshalle der Australian Recording Industry Association (ARIA), die die bedeutendsten Vertreter der australischen Musikszene würdigen soll. Die Aufnahme neuer Mitglieder erfolgt seit 1988 jährlich im Rahmen der ARIA Music Awards. Von 2005 bis 2010 wurde unter dem Motto ARIA Icons: Hall of Fame eine eigene Zeremonie im Rathaus von Melbourne abgehalten. Seit 2008 ist die Veranstaltung für die Öffentlichkeit zugänglich. Zudem werden den Mitgliedern jährliche Ausstellungen im Arts Centre Melbourne gewidmet.

## Aufnahmekriterien
Die ARIA definiert auf ihrer Website folgende Kriterien für die Aufnahme in die Hall of Fame.
1. Die ARIA Hall of Fame erkennt alle Kategorien aufgenommener Musik an.
2. Die Karriere des nominierten Künstlers muss 20 Jahre vor einer möglichen Aufnahme begonnen haben.
3. Die Mitgliedschaft in der ARIA Hall of Fame ist exklusiv den Schöpfern aufgenommener Musik vorbehalten, d. h., Songwritern, Musikern und – in manchen Fällen – Produzenten.
4. Der Nominierte muss einen „signifikanten Korpus“ aufgenommener Musik vorweisen können.
5. Das Werk des Nominierten muss einen kulturellen Einfluss innerhalb Australiens und/oder Beachtung auf dem globalen Musikmarkt gefunden haben.

## Mitglieder
- 1988 – AC/DC, Slim Dusty, Col Joye, Johnny O’Keefe, Joan Sutherland, Vanda & Young
- 1989 – Nellie Melba, Ross Wilson
- 1990 – Percy Grainger, Sherbet
- 1991 – Don Burrows, Peter Dawson, Glenn Shorrock, Billy Thorpe
- 1992 – Skyhooks
- 1993 – Peter Allen, Cold Chisel
- 1994 – Men at Work
- 1995 – The Seekers
- 1996 – Australian Crawl, Horrie Dargie
- 1997 – Bee Gees, Graeme Bell, Paul Kelly
- 1998 – The Angels, The Masters Apprentices
- 1999 – Richard Clapton, Jimmy Little
- 2000 – keine Aufnahme
- 2001 – INXS, The Saints
- 2002 – Olivia Newton-John
- 2003 – John Farnham
- 2004 – Little River Band
- 2005 – Jimmy Barnes, Smoky Dawson, The Easybeats, Renée Geyer, Hunters & Collecters, Normie Rowe, Split Enz
- 2006 – Daddy Cool, Divinyls, Icehouse, Lobby Loyde, Midnight Oil, Helen Reddy, Rose Tattoo
- 2007 – Brian Cadd, Nick Cave, Marcia Hines, Hoodoo Gurus, Frank Ifield, Radio Birdman, Jo Jo Zepp & the Falcons
- 2008 – Dragon, Rolf Harris[A 1][4], Max Merritt, Russell Morris, The Triffids
- 2009 – Kev Carmody, The Dingoes, Little Pattie, Mental as Anything, John Paul Young
- 2010 – The Church, The Loved Ones, Models, John Williamson, Johnny Young
- 2011 – Kylie Minogue, The Wiggles
- 2012 – Yothu Yindi
- 2013 – Air Supply
- 2014 – Molly Meldrum, Countdown (TV-Serie)
- 2015 – Tina Arena
- 2016 – Crowded House
- 2017 – Daryl Braithwaite
- 2018 – Kasey Chambers
- 2019 – Human Nature
- 2020 – Archie Roach
- 2023 – Jet
- 2024 – Missy Higgins

1. ↑  Rolf Harris wurde die Mitgliedschaft in Folge eines Missbrauchsskandals aberkannt.